# Serafina Sforza
Serafina Sforza (ur. w 1434 w Urbino, zm. 8 września 1478 w Pesaro) – włoska Błogosławiona Kościoła katolickiego, klaryska.

## Życiorys
Gdy była dzieckiem, zmarli jej rodzice. Wówczas zaopiekował się z nią brat, lecz w 1444 roku został zamordowany. W marcu 1446 roku, w wieku około 12 lat, przeniosła się do Rzymu i tam przebywała pod opieką swego wuja, kardynała Prospera Colonny. Mając 14 lat, w 1448 roku wyszła za mąż za 41-letniego Aleksandra Sforzę. Nie miała łatwego życia z mężem, który kilka razy próbował ją zabić. Dziesięć lat później, jej mąż oddał ją do klasztoru Ubogich Sióstr Świętej Klary. Pewnego dnia mąż poprosił ją o wybaczenie i nawrócił się. Serafina zmarła w opinii świętości. Kilka lat po jej śmierci, jej ciało ekshumowano i znaleziono w stanie nienaruszonym. Jej ciało przeniesiono do katedry Pesaro.
Została beatyfikowana przez papieża Benedykta XIV w 1754 roku.